# ホビット庄

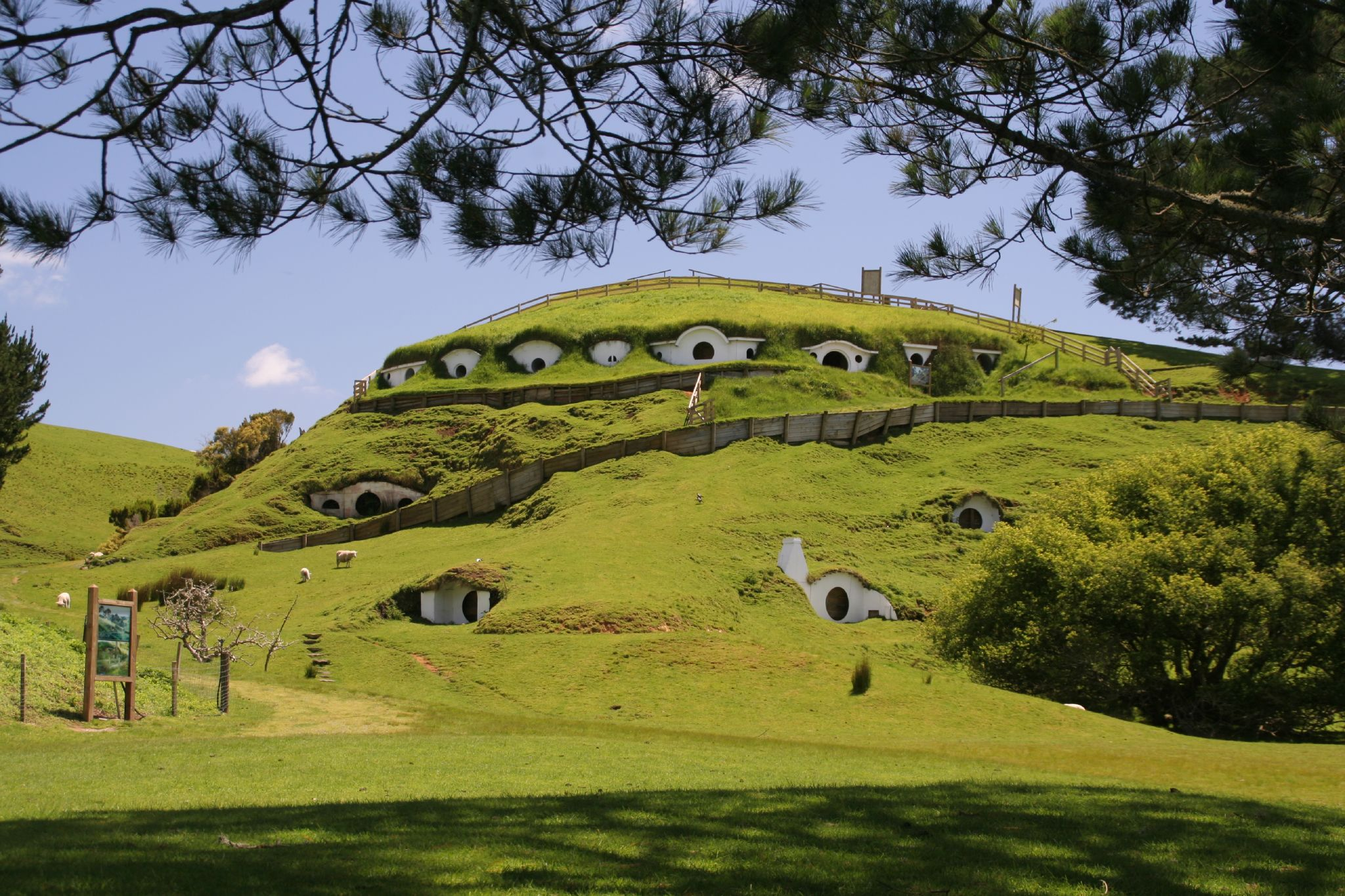
映画撮影のために再現されたホビット庄

ホビット庄（ホビットしょう）は、J・R・R・トールキンの著作に登場する中つ国にある架空の地方で、通例「州」と訳される英国の地域の普通名詞「シャイア」が固有名詞化した地名The Shire（ザ・シャイア）を意訳したもの。ホビットが数多くの集落をつくって居住している地域とされる。

## ホビット庄の地理
ホビット庄全体を東西南北に四つに分けた区域をそれぞれ東四が一の庄、西四が一の庄などと呼ぶ。主な集落には、大堀町、水の辺村、ホビット村などがある。また、有力な豪族の一族が居住する地域には、トゥック郷、バック郷など、その名を冠した名前が付けられた場所もある。

## ホビット庄の社会
ホビット庄には王の権威を代行する「セイン」、大堀町の町長でありホビット庄全体の公務を務める「庄長」などの役職がある。

## ホビット庄における居住形態
ホビットは元来地面に穴を掘り住んできたが、居住環境の変化によりこの習慣を続けるのは難しくなっていった。実際ホビット庄でこの住まい方を維持しているものは富裕層か貧困層のいずれかであった。前者のものはトンネル（スミアル）を分岐させて複数の部屋をもうけ、住み心地の良いように意匠を凝らした豪華な住まいだったが、後者のものは掘った穴にドアを付けただけか、それに窓を1つ加える程度のものだった。
また穴を掘って暮らせる立地条件が限られていることもあり、ホビット庄の人口の増加に伴いかれらは地上に住居を建てて住むようになった。建築技術はかれらがまだエルフや人間と交流があった時代に伝えられたものであったろうと推測される。そうして建てられた初期の住居はスミアルを模倣したものであったが、かれらはドワーフから学んだり自ら技術を習得する形で技術をみがき、ホビット独自の建築様式を確立していった。丸い窓やドアがかれらの建築の特徴である。なお高い所を嫌うかれらの習性からホビットの家に二階はない。

## ホビット庄の歴史
ホビットがいつから中つ国に暮らしているかは今や誰にもわからないが、かれらの歴史伝承におけるホビット庄のおこりは第三紀1601年にブリー村からファロハイド族の兄弟マルコとブランコが一族を率いて西方に向かい、バランドゥイン川を渡り定住したことに始まり、これがホビット庄暦の紀元第1年となった。
当時はまだ北方王国アルノールは滅んでおらず、移り住んで来た土地は王国の所領であったため、ホビット達はバランドゥイン川にかかる石弓橋をはじめとする橋や道路の補修管理を行うことで王の使者の往来を妨げないこと、王の主権を認めることを条件に「王の臣民」として東はバランドゥイン川から西は向が丘連丘に至る地域に定住することを許された。しかし実質的な統治はホビットの首長たちによって行われ、かれらは自分たちの慣習に従い生活し、北方王国滅亡後は首長の中から王の代行者であるセインを一人選出することとした。なおオールドバック（後のブランディバック）家のバック郷へ入植（ホビット庄暦740年）と、王からの西境（向が丘連丘から塔山丘陵に至るまでの地域）の贈与（ホビット庄暦1452年）により領地が拡大している。
ホビット庄では歴史的に特筆すべき出来事はあまり無い。やみ病の流行（ホビット庄暦37年）と長い冬に続く年の大飢饉（ホビット庄暦1158〜1160年）で一時数が減少したものの、入植した土地が元々耕作に適した豊かな土地であり気候も温暖なため、ホビットは数を増していった。それ故かれらは自分たちの平和で恵まれた生活を享受し、ホビット庄の外の他の種族や事件について目を向けなくなっていった。
ホビット庄で起こった戦いは、バンドブラス・トゥックが、北方より侵入しようとしたオークの一軍を撃退した「緑野の戦い」（ホビット庄暦1147年）、そして冥王サウロンが滅んだ後、ホビット庄を乗っ取ったサルマンとの戦い「水の辺村の戦い」（ホビット庄暦1419年）のわずか 2 回だけである。
指輪戦争後、ゴンドール、アルノール両王国の王となったアラゴルン二世は、この地方を再統一王国に包括はするが、人間がホビット庄に立ち入ることは禁止し、王自らもこれを守った。